# هال ماكفيل
هال ماكفيل (بالإنجليزية: Hal McPhail)‏ هو لاعب كرة قدم أمريكية أمريكي، ولد في 26 أكتوبر 1912 في كولومبوس في الولايات المتحدة، وتوفي في 1 أغسطس 1977.